# Trichie fasciée
Trichius fasciatus
Espèce
La trichie fasciée (Trichius fasciatus) est une espèce d'insectes coléoptères de la famille des Scarabaeidae dont les couleurs et la pilosité rappellent celles d'un bourdon.

## Historique et dénomination
L'espèce Trichius fasciatus a été décrite par le naturaliste suédois Carl von Linné en 1758, sous le nom initial de Scarabaeus fasciatus .

### Synonymie
- Scarabaeus fasciatus  Linnaeus, 1758 Protonyme

### Noms vernaculaires
En français
- Trichie fasciée
- Trichie à bandes (bandes noires sur les élytres)
- Trichie commune (deux points noirs au lieu d'une bande)

Autre
- En Angleterre, Trichius fasciatus est appelé le scarabée-abeille (" Bee beetle ").

## Description
Le corps entier est recouvert de poils jaunes, à l'exception des élytres, dont la couleur varie du jaune clair à l'orange foncé et qui portent des bandes jaunes et noires de formes très variables.
Les trichies peuvent atteindre 9 à 24 mm de longueur.

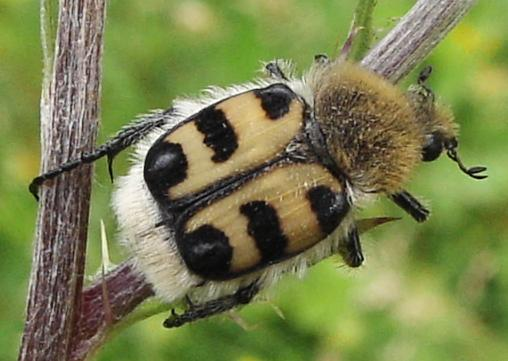
Vue rapprochée

## Biologie et distribution
Les larves se développent dans le bois pourri, alors que les imagos broutent des fleurs sauvages ou des jardins.
Les adultes visibles de mai à août se déplacent de fleur en fleur d'un vol rapide.
On peut observer cette espèce surtout en Europe et un peu dans l'ouest de l'Asie.